# Rosa bellicosa
Rosa bellicosa es una especie de planta del género Rosa, de la familia Rosaceae.

## Taxonomía
Rosa bellicosa fue descrita por Nevski en 1937.

## Distribución
Se encuentra en el territorio de Tayikistán y Turkmenistán.